# Диоцез Восток
Диоцез Восток (лат. Dioecesis Orientis; греч. Ἐῴα Διοίκησις) — диоцез поздней Римской империи, включавший в себя провинции запада Ближнего Востока, находившиеся между Средиземным морем и Месопотамией. Во время Поздней Античности это была одна из основных коммерческих, сельскохозяйственных, религиозных и интеллектуальных областей империи, её стратегическое расположение на границе с империей Сасанидов и непокорными племенами пустыни придавало диоцезу исключительно важное военное значение.
Столицей Восточного диоцеза была Антиохия-на-Оронте, а наместник имел титул комита Востока (а также имел ранг vir spectabilis — высокородный муж, а позже vir gloriosus — великолепный муж) вместо обычного викария. Диоцез был создан после реформ Диоклетиана и был подчинен преторианской префектуре Востока. Такое положение сохранялось, по крайней мере, до мусульманских завоеваний в 630-х годах. После этого восточные войска (к этому моменту известно под греческом термином фемы) отступили в центральную Анатолию, где они образуют основу того, что в конечном итоге превратится в фему Анатолик.
Первоначально диоцез включал все ближневосточные провинции: Исаврия, Киликия, Кипр (до 536 года), Евфратисия, Месопотамия, Осроена, Сирия, Финикия, Палестина Первая, Палестина Вторая, Аравия и четыре египетских провинций: Августамника, Фиваида, Верхняя Ливия, Нижняя Ливия, которые были сгруппированы в отдельный диоцез в правление Валента II. В течение IV века несколько провинций были разделены, в результате чего образовались новые провинции Киликия I и Киликия II, Сирия I и Сирия Салютарис, Финикия Ливанская (к востоку от Ливанских гор), Палестина Первая, Палестина Вторая и Палестина Третья. Последнее создание новой провинции относится к правление Юстиниана I, когда была образована Феодориада, область вокруг Лаодикеи, которая была выделена из Сирии I.